# Гуйя, Роберт
Роберт Гуйя (венг. Gulya Róbert; р. 10 ноября 1973 года, Венгрия) — венгерский композитор (кинокомпозитор).

## Биография
Учился в Музыкальной академии Ференца Листа в Будапеште, затем в Венском университете музыки и исполнительского искусства и на отделении кино и телевидения Калифорнийского университета в Лос-Анджелесе. Швейцарское издательство Editions BIM публикует произведения Роберта Гуйи Он сочинил многочисленные произведения для австрийской классической гитаристки Йоханны Байштайнер, в том числе Концерт для гитары с оркестром, который был в первый раз исполнен в октябре 2009 г. с Будапештским симфоническим оркестром под руководством Белы Драхоша. Роберт Гуйя владелец музыкально-производственной компании Interscore LTD.

## Избранные произведения

### Классические произведения
- 1995: Бурлеск для тубы и фортепиано
- 1996: Воспоминание о потерянном мире — история легендарной Атлантиды для оркестра и хора
- 1997: Первый концерт для фортепиано с оркестром
- 2000: Танец Фей для гитары соло
- 2000: Концерт для тубы с оркестром
- 2001: Голос дельфина для фортепиано
- 2005: Настроения для медного духового квинтета
- 2006: Каприччо для гитары и фортепиано
- 2007: Прелюдии звёздного неба для гитары соло
- 2008: Милонгеро и Муза (Танго), первая версия для гитары и струнного оркестра, музыка к видеоклипу.
- 2009: Концерт для гитары с оркестром
- 2009: Милонгеро и Муза (Танго), вторая версия для флейты, гитары и струнного оркестра
- 2010: Вальс для гитары соло
- 2013: Вариации на тему балета Щелкунчик для гитары и струнного оркестра

### Фильмография
- Truce/Перемирие (США 2004 г., режиссёр: Мэтью Маркони)
- The Boy Who Cried/Мальчик, который плакал (США 2005 г., режиссёр: Мэтт Левин)
- S.O.S. Love! /С.O.С. Любов! (Венгрия 2007 г., режиссёр: Тамаш Шаш)
- Atom Nine Adventures/Атом Девять приключения (США 2007 г., режиссёр: Кристофер Фарлей)
- 9 and a half dates/Девять с половиной свиданий (Венгрия 2007 г., режиссёр: Тамаш Шаш)
- Themoleris/Темолерис (Венгрия 2007 г., режиссёр: Балаж Хатвани)
- Bamboo Shark/Бамбуковая акула (США 2008; режиссёр: Деннис Вард)
- Outpost/Аванпост (США 2008 г.; режиссёр: Доминик Доминго)
- Made in Hungaria/Сделано в Венгрии (Венгрия 2008 г., режиссёр: Гергей Фоньо)
- Illusions/Иллюзии (Венгрия 2009 г., режиссёр: Жолт Бернат)
- Night of Singles/Ночь синглов (Венгрия 2010 г., режиссёр: Тамаш Шаш)
- Truly Father/Действительно отец (Венгрия 2010 г., режиссёр: Эмиль Новак)
- Thelomeris/Теломерис (Венгрия 2011 г., режиссёр: Балаж Хатвани)
- Gingerclown (Венгрия 2013 г., режиссёр: Балаж Хатвани)
- Том Сойер и Гекльберри Финн (США 2014 г., режиссёр:  Джо Кастнер)

## Дискография (неполная)
Список альбомов с произведениями Роберта Гуйи:

### CD
- 1997: Winners of the First International Composers Competition[6] (Kodály Foundation, CD BR 0156, Будапешт, Венгрия): в том числе Первый концерт для фортепиано с оркестром Гуйи
- 2001: Байштайнер, Йоханна — Dance Fantasy: компакт-диск, в том числе Танец Фей для гитары соло Гуйи
- 2004: Байштайнер, Йоханна — Between present and past: компакт-диск, в том числе Каприччо для гитары и фортепиано Гуйи

### DVD
- 2010: Байштайнер, Йоханна — Live in Budapest: DVD, прямой концерт с Будапештским симфоническим оркестром под руководством Белы Драхоша, в том числе мировая премьера Концерта для гитары с оркестром и Танго Милонгеро и Муза для флейты, гитары и струнного оркестра Гуйи

## Музыкальные образцы
- Robert Gulya: Концерта для гитары с оркестром Архивная копия от 25 февраля 2013 на Wayback Machine (первая часть), Йоханна Байштайнер под руководством Белы Драхоша (Видео, GRAMY Records, 2010 г.)
- Robert Gulya: Танго Милонгеро и Муза для флейты, гитары и струнного оркестра Архивная копия от 11 апреля 2017 на Wayback Machine, Йоханна Байштайнер, Бела Драхош, Будапештский Симфонический Оркестр (Видео, GRAMY Records, 2010 г.)

## Награды
- 2008: Международный кинофестиваль AOF, США: Первый приз для музыки к фильму Atom Nine Adventures (США 2007 г., режиссёр: Кристофер Фарлей/Christopher Farley)[7]
- 1996: Приз им. Альберта Сирмая, Будапешт (Венгрия)
- 1995: Первый приз на Международной Летней Музыкальной Академии Прага-Вена-Будапешт[8] (Австрия)